# Nasti Muzik
Nasti Muzik è il terzo album in studio della rapper statunitense Khia, pubblicato nel 2008.

## Tracce
1. Nasti Muzik – 2:17
2. My Swag – 4:40
3. Be Your Lady – 3:53
4. Shit on Me – 0:28
5. Like Me – 3:50
6. Get It and Go (Skit) – 1:29
7. Put That Pussy on His Ass – 3:30
8. It's Whatever (Skit) – 0:42
9. It's Whatever – 3:55
10. I Refuse (Skit) – 1:10
11. Get Out – 3:35
12. That's Why They Be Haten – 4:14
13. Fuck You and Suck You (Skit) – 0:44
14. Ass Talk (featuring Maceo) – 4:09
15. Geeked Up – 3:46
16. Bitch Bitch (Skit) – 0:18
17. Been the Shit – 3:37
18. Whistle on It – 4:03
19. What They Do (featuring Gucci Mane) – 3:25
20. Steer – 3:07